# Ken Owens
Pour les articles homonymes, voir Owens.

a Compétitions nationales et continentales officielles uniquement.

b Matchs officiels uniquement.
Dernière mise à jour le 4 juillet 2023.
Ken Owens, né le 3 janvier 1987 à Carmarthen (pays de Galles), est un joueur international gallois de rugby à XV qui joue au poste de talonneur.
Il joue en équipe du pays de Galles de 2011 à 2023 et avec les Scarlets de 2006 à 2024.
En sélection nationale, il remporte le Tournoi des Six Nations à quatre reprises, en 2012, 2013, 2019 et 2021. Avec les Scarlets, il remporte le Pro12 en 2017.
En janvier 2023, il est nommé capitaine du pays de Galles pour le Tournoi des Six Nations.

## Biographie

### Jeunesse et formation
Ken Owens est le fils de Delme Owens, un ancien joueur de rugby qui a joué pour le Carmarthen Athletic RFC (en) en tant que deuxième ligne et qui est devenu plus tard le président du club; avec sa femme Frankie, il a également dirigé la section junior du club. Ses grands-parents maternels, Kenneth Bryan Maynard et Sarah Mary Lorraine Maynard, étaient tous deux maires de Carmarthen. et Kenneth Owens a également été président du conseil du comté de Dyfed, ce qui lui a valu d'être surnommé « le shérif » par son coéquipier et futur entraîneur des Scarlets, Dwayne Peel, lors de la première saison d'Owens avec les Scarlets.
Ken Owens a fréquenté l'établissement scolaire de l'Ysgol Gymraeg Bro Morgannwg (en) et parle couramment le gallois. Bien qu'il ait failli être recruté comme gardien de but par le Carmarthen Town AFC, il choisit de s'en tenir au rugby et commence sa carrière comme jeune joueur au Carmarthen Athletic RFC avant de rejoindre l'académie des Llanelli Scarlets en 2004. Il a aussi joué avec l'équipe du Cardiff Met University RFC (en) lorsqu'il a entamé ses études à l'université en 2005.

### Carrière en club

#### Remplaçant avec les Scarlets (2006-2013)
Ken Owens fait ses débuts avec les Llanelli Scarlets durant la saison 2006-2007 de la Celtic League, lors d'un match face aux Glasgow Warriors le 7 septembre 2006. Il entre en jeu à la place de Matthew Rees et son équipe s'impose 31 à 17. Pour sa première saison professionnelle, il joue 12 matchs toutes compétitions confondues dont 5 titularisations et marque un essai, le premier de sa carrière contre les Border Reivers.
Avec Matthew Rees participant à la Coupe du monde 2007 et Aled Gravelle s'étant blessé au pied, Ken Owens commence la saison 2007-2008 en concurrence avec James Hayter pour être le talonneur titulaire des Scarlets. Il est remplaçant lors des cinq premiers matchs de la saison puis est titulaire contre l'Ulster le 12 octobre 2007, mais le retour de Rees et une blessure au genou l'empêchent de rejouer jusqu'à la fin du mois de février 2008. Il ne joue que trois fois au cours de la deuxième moitié de la saison.
En 2008-2009, Owens et Rees débutent tous les matchs des Scarlets sauf deux. Cependant, Rees est titulaire la plupart du temps, tandis qu'Owens doit se contenter de débuter le plus souvent des rencontres de Coupe anglo-galloise ou lorsque Rees est en sélection nationale avec le pays de Galles pendant les matchs d'automne 2008 et le Tournoi des Six Nations 2009. Ken Owens marque son deuxième essai pour les Scarlets lors de l'une de ces titularisations, le seul essai de la victoire 13 à 6 contre Édimbourg le 8 mars 2009.
Rees étant en tournée avec les Lions britanniques et irlandais en Afrique du Sud, Ken Owens commence la saison 2009-2010 en tant que talonneur numéro un des Scarlets. Lors du troisième match de la saison en septembre 2009, il réalise une très bonne performance et est récompensé par le titre d'homme du match lors d'une défaite à domicile 22-20 contre le Munster. En décembre 2009, il prolonge son contrat avec les Scarlets, s'engageant avec cette équipe jusqu'en 2013. Il joue 27 matchs toutes compétitions confondues durant la saison et marque un essai.
Durant la saison 2010-2011, il profite de l'absence de Rees, parti en sélection nationale, pour gagner du temps de jeu et être titulaire. Cependant, il souffre d'une récidive d'une blessure au cou datant de fin 2010 et subit une opération en janvier 2011 l'éloignant des terrains pour les quatre mois suivants. Il est rétabli à temps pour être sur le banc lors de la victoire 38-23 des Scarlets face aux Cardiff Blues lors de la dernière journée, mais n'entre pas en jeu.
Ken Owens est appelé au camp d'entraînement du pays de Galles en vue de la Coupe du monde 2011 au début de la saison 2011-2012, mais son récent rétablissement après une blessure signifiait qu'il était en bas de la hiérarchie à son poste et est donc libéré pour jouer pour avec Scarlets lors de leurs matchs de présaison contre les Rotherham Titans et Clermont,. Il rivalise avec Rees pour le poste de talonneur titulaire tout au long de la saison, cependant Rees est plus souvent titulaire, notamment durant la campagne des Scarlets en Heineken Cup. Owens marque son premier essai en Heineken Cup après avoir remplacé Rees contre le Munster le 18 décembre 2011, assurant un point de bonus aux Scarlets. Sa seule titularisation dans la compétition cette saison-là a lieu lors du dernier match de poule des Scarlets, une victoire 16-13 à l'extérieur contre Castres, permettant à son équipe de se qualifier pour les quarts de finale de Challenge européen.
En 2012-2013, Ken Owens ne débute que deux des huit matchs des Scarlets avant d'être appelé dans l'équipe du pays de Galles pour les matchs internationaux d'automne 2012. Il revient sur le banc pour leur match de Heineken Cup contre Exeter le 8 décembre 2011, avant d'être titularisé pour le match retour à Sandy Park une semaine plus tard. Il marque un essai lors de ce match, que son équipe perd 30-20. Il est cependant victime d'une rupture du cartilage costal qui le rend indisponible pour les trois matchs suivants. Il revient de blessure à temps pour débuter les deux matchs de la double confrontation des Scarlets en Heineken Cup contre le Leinster et Clermont. Puis, il manque les sept matchs suivants en raison de sa sélection en équipe nationale. En mars 2013, après l'annonce du départ de Rees pour les Cardiff Blues, Ken Owens signe une prolongation de contrat avec les Scarlets jusqu'en 2016.

#### Titulaire indiscutable (2013-2024)
Le départ de Matthew Rees signifie que Ken Owens devient le talonneur titulaire des Scarlets pour la saison 2013-2014. Il commence quatre de cinq premiers matchs de la saison de son équipe. Cependant, une blessure abdominale subie avant leur premier match de Heineken Cup contre Harlequins ainsi qu'une convocation avec l'équipe du pays de Galles pour les matchs internationaux d'automne 2013 signifie qu'il manque les huit matchs suivants, faisant son retour lors de la double confrontation en Heineken Cup contre Clermont au début du mois de décembre 2013. Il se blesse à nouveau lors de la défaite des Scarlets, le lendemain de Noël, contre leurs rivaux les Ospreys, sortant avec un problème au mollet juste avant la mi-temps de la défaite 10-6. Ensuite, la sélection d'Owens pour le Tournoi des Six Nations 2014 fait qu'il ne rejoue pas pour les Scarlets avant la fin du mois de mars 2014. Puis, il débute cinq des six derniers matchs de la saison, marquant des essais dans trois matchs consécutifs contre les Zebre, les Blues et les Dragons. La victoire dans le dernier de ces trois matchs permet aux Scarlets de se qualifier pour la Coupe d'Europe 2014-2015.
Ken Owens est nommé capitaine des Scarlets pour la saison 2014-2015, succédant aux co-capitaines Jonathan Davies, qui quitte l'équipe  pour l'ASM Clermont, et Rob McCusker. Cependant, seulement deux matchs après le début de la saison, Owens a subi une blessure au cou qui nécessitant une intervention chirurgicale l'éloignant des terrains jusqu'à la fin des matchs internationaux d'automne 2014. Pendant son absence, il signe un nouveau contrat avec les Scarlets, mettant fin aux spéculations selon lesquelles la Fédération galloise de rugby à XV devrait lui faire signer un contrat national double pour éviter qu'il ne cherche à quitter le pays de Galles. Cette saison, Ken Owens a déclaré qu'il ressentait la pression de la possibilité qu'il devienne le premier capitaine des Scarlets à ne pas se qualifier pour la Champions Cup. Toutefois, les victoires face aux Blues et à Trévise lors de la dernière journée de la saison permettant aux Gallois de terminer à la sixième place et donc de se qualifier pour la Champions Cup.
La saison 2015-2016 a vu Ken Owens avoir des opportunités réduites de jouer avec les Scarlets en raison de son implication avec l'équipe du pays de Galles à la Coupe du monde au début de la saison, ainsi que les tests internationaux d'automne et le Tournoi des Six Nations 2016. Néanmoins, il est titulaire pour 13 matchs toutes compétitions confondues, plus deux autres apparitions en tant que remplaçant, et a marqué un essai.
La saison suivante, en 2016-2017, les Scarlets se sont remis de trois défaites consécutives au début de la campagne du Pro12 pour ne perdre que deux fois de plus toute la saison, terminant ainsi troisième du championnat et se qualifiant pour les play-offs. Ken Owens est titulaire durant 12 des 22 matchs de championnat de l'équipe, marquant un essai lors de la victoire 51-5 sur Benetton Trevise le 8 avril, à l'occasion de sa 200e apparition avec les Scarlets. Il manque cependant les phases finales en raison d'une blessure à la cheville. Les Scarlets battent le Leinster 27-15 en demi-finale, avant une victoire 46-22 sur le Munster en finale pour donner aux Gallois leur deuxième titre de champion de leur histoire. Ken Owens remporte quant à lui le premier titre de sa carrière avec les Scarlets, bien qu'il ne joue pas la finale. Alors que son contrat expire à la fin de la saison, il est pressenti pour rejoindre la Section paloise,, mais décide finalement prolonger son contrat avec les Scarlets en février 2017.
Après sa participation à la tournée des Lions britanniques et irlandais en Nouvelle-Zélande à l'été 2017, Owens manque les deux premiers matchs de la saison 2017-2018 des Scarlets, revenant dans l'équipe pour leur déplacement à Ulster le 15 septembre 2017, perdu 27 à 20, privant les Gallois d'une dixième victoire consécutive en Pro14. L'implication d'Owens en équipe nationale signifie qu'il manque environ la moitié des matchs de son équipe au cours de la saison. Il joue tout de même huit matchs de la Coupe d'Europe (pour sept titularisations). Les Gallois atteignent les demi-finales où ils sont battus 38-16 par Leinster à Dublin. En championnat, les Scarlets se qualifie en barrages où ils éliminent les Sud-Africains des Cheetas, puis battent Glasgow grâce à un essai d'Owens, se qualifiant ainsi en finale pour la seconde saison consécutive. En finale, ils affrontent les Irlandais du Leinster. Ken Owens est titulaire, mais les siens sont battus 40 à 32.
En janvier 2019, durant la saison 2018-2019, les Scarlets connaissent une crise de blessure en troisième ligne, entraînant Ken Owens à jouer au numéro 8 contre les Dragons en Pro14 (victoire 22-13). Son entraîneur, Wayne Pivac, a même salué sa performance dans une position inhabituelle. Malgré le fait qu'il ait manqué une bonne partie des matchs de son équipe à cause de sa présence en équipe nationale, Ken Owens décide de prolonger son contrat avec les Scarlets en mars 2019. Les Scarlets terminent la saison à la quatrième place de leur conférence Pro14, les obligeant ainsi à jouer un barrage contre les Ospreys pour déterminer l'équipe qui se qualifierait pour la Coupe d'Europe la saison prochaine. Les Ospreys remportent ce barrage 21-10, mettant fin à la série de qualifications des Scarlets pour cette compétition européenne chaque année depuis sa création. À la fin de la saison, Ken Owens est nommé dans l'équipe de l'année de Pro14.
Ken Owens conserve son rôle de capitaine des Scarlets pour la saison 2019-2020, sa sixième d'affilée dans ce rôle, égalant ainsi le record de l'équipe détenu par Phil Bennett, capitaine du Llanelli RFC entre 1973 et 1979. Après avoir participé à la Coupe du monde 2019, Ken Owens est de retour en club lors d'une rencontre de Pro14 face aux Dragons le 21 décembre 2019, que les Dragons remportent 22-20. Cependant, il ne joue que quatre autres matchs (trois en tant que titulaire) avant d'être rappelé en équipe nationale dans le cadre du Tournoi des Six Nations 2020, qui est ensuite interrompu par la pandémie de Covid-19, arrêtant tout le rugby jusqu'en août 2020,. Ken Owens joue les trois matchs restants des Scarlets, confirmant leur qualification pour la Coupe d'Europe 2020-2021 grâce à des victoires face aux Blues et aux Dragons en championnat,, cette dernière marquant sa 250e apparition pour les maillot des Scarlets. En Challenge européen, son équipe est éliminée par Toulon en quarts de finale.
Après avoir été nommé représentant des joueurs au conseil d'administration des Scarlets, ainsi que nommé au Conseil international des joueurs de rugby, Ken Owens entame une septième saison consécutive en tant que capitaine en 2020-2021, battant ainsi le record de Phil Bennett. En début de saison, il ne joue que deux matchs avant de se faire opérer d'une blessure à l'épaule contractée contre Glasgow en octobre 2020, le rendant indisponible trois à quatre mois. Il fait son retour sur les terrains fin janvier 2021, lors d'une rencontre face aux Blues. Après son retour du Tournoi des Six Nations 2021, il ne joue que trois matchs pour les Scarlets, d'abord lors de la défaite 57-14 contre les Sale Sharks en huitième de finale de la Coupe d'Europe, au cours de laquelle il marque un essai, avant de faire deux apparitions consécutives contre les Ospreys et les Blues en Pro14 Rainbow Cup,. Ensuite, la sélection de Ken Owens avec les Lions britanniques et irlandais signifie qu'il et est mis au repos pour le match suivant contre l'Ulster, mais ce match a finalement été annulé en raison d'une épidémie de Covid-19 chez les joueurs nord-irlandais. Il ne joue donc que six matchs en avec les Scarlets cette saison, et marque un essai.
Jonathan Davies est nommé capitaine des Scarlets pour la saison 2021-2022, mettant fin à la série de sept saisons consécutives de Ken Owens dans ce rôle. Malgré cette décision il décide tout de même de prolonger son contrat avec l'équipe galloise jusqu'après la Coupe du monde 2023. Sa participation à la tournée des Lions en Afrique du Sud au cours de l'été lui a fait manquer le début de la saison des Scarlets. Il ne joue ensuite que deux fois avant d'être appelé avec l'équipe du pays de Galles pour les tests internationaux d'automne 2021. Il quitte cependant la sélection prématurément, en effet, il souffre d'une hernie discale et retourne donc chez les Scarlets pour se faire soigner. Il est prévu qu'il fasse son retour après la fin du Tournoi des Six Nations 2022, mais son entraîneur Dwayne Peel déclare finalement qu'il est « loin d'un retour à l'entraînement » et que sa saison est terminée. Il n'a joué deux matchs dans la saison avec les Scarlets.
En septembre 2022, Peel déclare qu'Owens est en mesure de revenir de blessure en novembre. Après 11 mois d'absence, il a fait son retour sur les terrains de rugby avec les Carmarthen Quins (en), le club formateur des Scarlets, le 24 septembre 2022. La semaine suivante, il joue son premier match pour les Scarlets depuis un presque d'un an, entrant en jeu en seconde mi-temps d'une défaite 34-23 contre Trévise. Il est titularisé pour la première fois depuis un an le 15 octobre, lors d'une victoire 36 à 12 à domicile contre les Zebre, la première victoire de la saison pour les Scarlets. Après les matchs internationaux d'automne 2022, Ryan Elias lui est préféré pour les matchs de Challenge européen contre Bayonne et les Cheetahs, ainsi que pour un match de United Rugby Championship contre les Ospreys, le lendemain de Noël. Cependant, Ken Owens revient dans l'équipe de départ pour les quatre premiers matchs de 2023 avant d'être nommé capitaine du pays de Galles pour le Tournoi des Six Nations 2023.

### Carrière internationale

#### Sélections de jeunes
Ken Owens commence sa carrière internationale en jouant pour l'équipe du pays de Galles au niveau des moins de 19 ans lors de la Coupe du monde des moins de 19 ans en 2005, puis joue avec les moins de 20 ans. Il participe notamment au Tournoi des Six Nations des moins de 21 ans en 2007.

#### Premières convocations et première cape (2009-2011)
En septembre 2009, après une bonne série de performances en début de saison 2009-2010, l'ancien demi de mêlée du pays de Galles Robert Jones désigne Ken Owens comme étant un « candidat sérieux » pour faire ses débuts avec les seniors du pays de Galles lors des matchs internationaux d'automne 2009. Cependant, le sélectionneur du pays de Galles Warren Gatland ne choisit que deux talonneurs pour ces matchs, omettant Ken Owens, ce que Jones qualifie de « surprenant ». Il est de nouveau non sélectionné pour le Tournoi des Six Nations 2010 lorsque la liste est annoncée en janvier 2010. Cependant, en raison des blessures des talonneurs Matthew Rees et Gareth Williams, Ken Owens est ajouté à l'équipe le 15 février 2010 en tant que remplaçant du talonneur des Ospreys Huw Bennett avant le match contre la France. Il est sur le banc pour ce match mais n'entre pas en jeu. En mai 2010, il est de nouveau appelé dans l'équipe du pays de Galles parmi les trois talonneurs pour la tournée d'été en Nouvelle-Zélande et le match de préparation contre l'Afrique du Sud à Cardiff. Avant le match contre l'Afrique du Sud, il est appelé dans l'équipe des Barbarians pour un match contre l'Angleterre. Il est sur le banc des remplaçants pour le match, puis entre en jeu à la place du Français Benoît August pour les dix dernières minutes. Les Barbarians s'inclinent 35 à 26. Matthew Rees et Huw Bennett participent aux trois tests d'été du pays de Galles, empêchant ainsi Ken Owens de connaître sa première cape avec le XV du Poireau. Cette situation s'est poursuivie lors des matchs internationaux d'automne 2010 et du Tournoi des Six Nations 2011, où Rees, Bennett et Richard Hibbard lui sont préférés,.
Alors que le pays de Galles commençait ses préparatifs pour la Coupe du monde 2011, Ken Owens n'est pas retenu dans l'équipe pour un match contre les Barbarians en mai 2011, Bennett, Hibbard et Lloyd Burns étant le trio de talonneurs préféré. Lorsque Gatland annonce son groupe de 45 joueurs pour le camp d'entraînement de la Coupe du monde en juin 2011, Owens n'est toujours pas convoqué, en faveur du retour de Matthew Rees dans le groupe. Cependant, lorsque Hibbard subit une opération de l'épaule plus tard ce mois-ci, le rendant indisponible pour 10 à 12 semaines, Ken Owens est ajouté au groupe comme remplaçant pour leur premier des deux voyages d'une semaine à Spała, en Pologne. Il n'est ensuite pas retenu pour la deuxième visite à Spała, qui ne comptait que 35 joueurs, mais retrouve le groupe lorsqu'il est élargi à 39 joueurs pour les premiers matches de préparation à la Coupe du monde contre l'Angleterre les 6 et 13 août 2011.
Le 22 août 2011, il est retenu par Warren Gatland dans la liste des trente joueurs gallois qui disputent la Coupe du monde de rugby à XV 2011, profitant notamment des blessures de Rees et Hibbard, alors qu'il n'a encore jamais joué de match avec l'équipe du pays de Galles. Il honore sa première cape internationale le 26 septembre 2011 lors du troisième match de poule contre l'équipe de Namibie, lorsqu'il entre en jeu en deuxième mi-temps. Les Gallois l'emportent 81 à 7. Il s'agit de son seul match joué dans la compétition, à la fin de laquelle les Gallois terminent à la quatrième place.

#### Remplaçant (2012-2016)
Burns ayant été écarté en raison d'une blessure au cou, Ken Owens est nommé aux côtés de Rees et de Bennett comme talonneur du pays de Galles pour le Tournoi des Six Nations 2012. Dans la semaine précédant le premier match, Rees souffre d'une entorse au mollet, le rendant indisponible pour les deux premiers matchs du tournoi, signifiant ainsi que Bennett commencerait le premier match contre l'Irlande, avec Owens sur le banc des remplaçants. Cependant, il n'entre pas en jeu et le pays de Galles l'emporte 23-21. Le match suivant, contre l'Écosse, Bennett est de nouveau titulaire, mais cette fois Owens entre en jeu (victoire 27-13). Durant cette rencontre Bennett se blesse au mollet faisant ainsi de Ken Owens le titulaire pour le prochain match de la compétition contre l'Angleterre,, avant de retrouver sa place de remplaçant après le retour de Rees. Il joue ainsi quatre des cinq matchs du tournoi que les Gallois remportent en réalisant le Grand Chelem. Ken Owens remporte ainsi le premier trophée de sa carrière professionnelle.
Il est ensuite sélectionné pour la tournée d'été 2012 en Australie. Il ne joue pas le premier match, contre les Barbarians, mais participe aux cinq autres rencontres de la tournée. En octobre 2012, en l'absence de Bennett, il est appelé avec la sélection galloise pour les matchs internationaux d'automne 2012, aux côtés de Rees et Hibbard,. Il manque le match d'ouverture contre l'Argentine, Rees et Hibbard étant préférés, avant d'être nommé remplaçant de Hibbard pour le match contre les Samoa une semaine plus tard. Ce dernier se blessé à l'épaule au début du match, ainsi Owens les 60 minutes restantes. Cette blessure empêche Hibbard de jouer les autres rencontres de la tournée. Owens est donc nommé sur le banc derrière Rees pour les deux derniers matchs contre la Nouvelle-Zélande et l'Australie,, entrant en jeu pour les 15 dernières minutes de chaque match,.
Malgré une blessure aux côtes subie en décembre 2012 avec les Scarlets, Owens est rétabli à temps pour le début du Tournoi des Six Nations 2013,. Durant cette compétition, il joue les cinq matchs en entrant en jeu à chaque fois, d'abord à la place de Rees pour le premier match contre l'Irlande, puis à la place de Hibbard pour les quatre derniers. Le Pays de Galles remporte son deuxième titre consécutif. Plus tard dans la saison, Owens se blesse au cou en jouant pour les Scarlets lors de la demi-finale du Pro12, ce qui l'empêche de participer à la tournée d'été du Pays de Galles au Japon.
Il est de retour pour les tests internationaux d'automne 2013, jouant les quatre matchs. Il marque son premier essai international lorsqu'il entre en jeu face à l'Argentine. Il est ensuite titulaire contre les Tonga la semaine suivante. Il est de nouveau sélectionné pour le Tournoi des Six Nations 2014 parmi les trois talonneurs, avec Richard Hibbard et Emyr Phillips, son coéquipier des Scarlets. Owens joue les cinq matchs, en entrant en jeu durant les quatre premiers avant de commencer le dernier match contre l'Écosse. Hibbard est opéré de l'épaule après le tournoi, ce qui le prive de la tournée d'été en Afrique du Sud, permettant ainsi à Owens de conserver son rôle de talonneur titulaire, ayant été nommé aux côtés de Matthew Rees et Scott Baldwin parmi les trois talonneurs de la tournée. Rees et Baldwin jouent le match de tournée contre les Eastern Province Kings, tandis que Ken Owens débute les deux tests contre l'Afrique du Sud; son essai dans le deuxième permet à son pays de mener 30-17 avant les 10 dernières minutes, mais l'Afrique du Sud revient au score avant de s'imposer 31 à 30,.
En raison d'une blessure au cou subie au début de saison 2014-2015, Ken Owens n'est pas sélectionné pour les tests internationaux d'automne 2014 et est n'est pas non plus retenu dans l'équipe initiale de Warren Gatland pour le Tournoi des Six Nations 2015 Après un retour réussi en club, il est rappelé dans en équipe nationale pour l'avant-dernier match du tournoi contre l'Irlande, mais n'est finalement pas sur la feuille de match. Richard Hibbard déclare forfait pour le dernier match du tournoi contre l'Italie, ce qui permet à Owens de retrouver sa place sur le banc. Il entre en jeu à la 56e minute lors de la victoire 60 à 21 du Pays de Galles, qui termine le tournoi à égalité de points avec l'Irlande, championne, et l'Angleterre, deuxième.
Ken Owens est l'un des quatre talonneurs nommés dans l'équipe initiale de 47 hommes du Pays de Galles en vue de préparer la Coupe du monde 2015. Il est ensuite retenu dans le groupe définitif de 31 joueurs qui participeront au mondial, où sont sélectionnés seulement deux talonneurs. Il joue les cinq matchs de son pays, éliminé par l'Afrique du Sud en quarts de finale.

#### Titulaire (2016-2022)

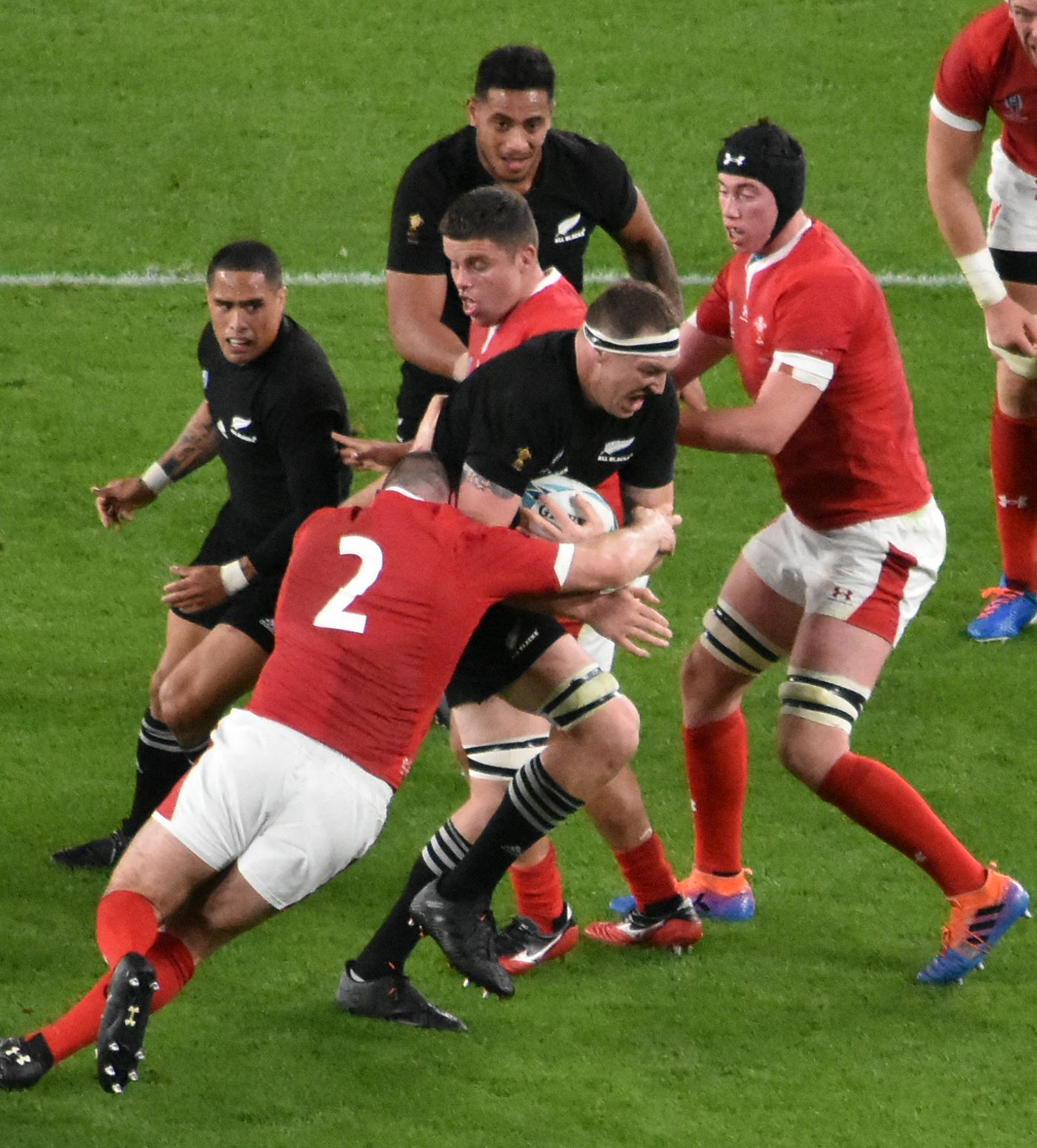
Ken Owens (n°2) face à la Nouvelle-Zélande durant la Coupe du monde 2019

Owens reste derrière Baldwin dans la hiérarchie des talonneurs gallois pour le Tournoi des Six Nations 2016, sortant du banc dans les cinq matchs alors que les Gallois terminent deuxième derrière l'Angleterre. Au cours de l'été, il est sélectionné pour la tournée de son pays en Nouvelle-Zélande. Il est titulaire durant les trois tests contre les All Blacks, tous perdus par le pays de Galles,,. À partir de ce moment, Ken Owens devient le talonneur numéro un du Pays de Galles, commençant tous les matchs pendant les matchs internationaux d'automne 2016. Il est ensuite titulaire lors des cinq matchs du Tournoi des Six Nations 2017, obtenant notamment sa 50e cape lors de la défaite 20-18 contre la France lors de la dernière journée.

#### Capitaine du pays de Galles (2023-2024)
Pour son retour en tant que sélectionneur du pays de Galles, Warren Gatland nomme Ken Owens comme nouveau capitaine de la sélection pour le Tournoi des Six Nations 2023, succédant alors à Justin Tipuric et Alun Wyn Jones,. Son premier match contre l'Irlande le 4 février 2023 fait de lui le plus vieux capitaine de l'histoire du Pays de Galles. Une semaine plus tard, Owens marque le seul essai de son pays lors d'une défaite 35-7 contre l'Écosse, entrant en jeu à la 64e minute. Il joue tous les matchs de sa sélection qui termine à la cinquième place du tournoi.
Début mai 2023, il est présélectionné dans un groupe de 54 joueurs pour préparer la Coupe du monde 2023 avec son pays,. Il est cependant remplacé quelques semaines plus tard à cause d'une blessure au dos.
Quelques mois plus tard, en avril 2024, après n'avoir pas réussi à guérir de sa blessure au dos, il annonce prendre sa retraite sportive avec effet immédiat.

## Statistiques

### En club
| Saison         | Club           | Championnat               | Championnat | Championnat | Coupe d'Europe                    | Coupe d'Europe | Coupe d'Europe |
| Saison         | Club           | Compétition               | Matchs      | Essais      | Compétition                       | Matchs         | Essais         |
| -------------- | -------------- | ------------------------- | ----------- | ----------- | --------------------------------- | -------------- | -------------- |
| 2006-2007      | Scarlets       | Celtic League             | 12          | 1           | Coupe d'Europe                    | 1              | -              |
| 2007-2008      | Scarlets       | Celtic League             | 9           | -           | Coupe d'Europe                    | -              | -              |
| 2008-2009      | Scarlets       | Celtic League             | 14          | 1           | Coupe d'Europe                    | 6              | -              |
| 2009-2010      | Scarlets       | Celtic League             | 17          | 1           | Coupe d'Europe+Challenge européen | 6+1            | 0              |
| 2010-2011      | Scarlets       | Celtic League             | 12          | -           | Coupe d'Europe                    | 4              | -              |
| 2011-2012      | Scarlets       | Pro12                     | 11          | -           | Coupe d'Europe+Challenge européen | 6+1            | 1+0            |
| 2012-2013      | Scarlets       | Pro12                     | 12          | 1           | Coupe d'Europe                    | 6              | 1              |
| 2013-2014      | Scarlets       | Pro12                     | 13          | 3           | Coupe d'Europe                    | 2              | -              |
| 2014-2015      | Scarlets       | Pro12                     | 10          | 2           | Coupe d'Europe                    | -              | -              |
| 2015-2016      | Scarlets       | Pro12                     | 11          | 1           | Challenge européen                | 4              | -              |
| 2016-2017      | Scarlets       | Pro12                     | 12          | 1           | Coupe d'Europe                    | 5              | 1              |
| 2017-2018      | Scarlets       | Pro14                     | 13          | 1           | Coupe d'Europe                    | 8              | -              |
| 2018-2019      | Scarlets       | Pro14                     | 13          | 1           | Coupe d'Europe                    | 5              | 1              |
| 2019-2020      | Scarlets       | Pro14                     | 5           | 1           | Challenge européen                | 3              | -              |
| 2020-2021      | Scarlets       | Pro14+Pro14 Rainbow Cup   | 3+2         | -           | Coupe d'Europe                    | 1              | 1              |
| 2021-2022      | Scarlets       | United Rugby Championship | 2           | -           | Coupe d'Europe                    | -              | -              |
| 2022-2023      | Scarlets       | United Rugby Championship | 8           | -           | Challenge Cup                     | 7              | 1              |
| Total Scarlets | Total Scarlets | Total Scarlets            | 179         | 14          | Coupes d'Europe                   | 66             | 6              |

### Internationales
De 2011 à 2023, Ken Owens compte 91 sélections en équipe du Pays de Galles pour six essais marqués, soit 30 points. Il a pris part à onze éditions du Tournoi des Six Nations, en 2012, 2013, 2014, 2015, 2016, 2017, 2018, 2019, 2020, 2021 et 2023 et à trois éditions de la Coupe du monde, en 2011, 2015 et 2019.

## Palmarès

### En club
- Scarlets
  - Finaliste de la Coupe anglo-galloise en 2006.
  - Vainqueur du Pro12 en 2017.
  - Finaliste du Pro14 en 2018.

### En sélection nationale
- Pays de Galles
  - Vainqueur du Tournoi des Six Nations en 2012, 2013, 2019 et 2021.
  - Quatrième de la Coupe du monde en 2011 et 2019.

#### Tournoi des Six Nations
| Édition                      | Rang | Résultats pays de Galles | Résultats Owens | Matchs Owens |
| ---------------------------- | ---- | ------------------------ | --------------- | ------------ |
| Tournoi des Six Nations 2012 | 1    | 5 v, 0 n, 0 d            | 4 v, 0 n, 0 d   | 4/5          |
| Tournoi des Six Nations 2013 | 1    | 4 v, 0 n, 1 d            | 4 v, 0 n, 1 d   | 5/5          |
| Tournoi des Six Nations 2014 | 3    | 3 v, 0 n, 2 d            | 3 v, 0 n, 2 d   | 5/5          |
| Tournoi des Six Nations 2015 | 3    | 4 v, 0 n, 1 d            | 1 v, 0 n, 0 d   | 1/5          |
| Tournoi des Six Nations 2016 | 2    | 3 v, 1 n, 1 d            | 3 v, 1 n, 1 d   | 5/5          |
| Tournoi des Six Nations 2017 | 5    | 2 v, 0 n, 3 d            | 2 v, 0 n, 3 d   | 5/5          |
| Tournoi des Six Nations 2018 | 2    | 3 v, 0 n, 2 d            | 3 v, 0 n, 2 d   | 5/5          |
| Tournoi des Six Nations 2019 | 1    | 5 v, 0 n, 0 d            | 4 v, 0 n, 0 d   | 4/5          |
| Tournoi des Six Nations 2020 | 5    | 1 v, 0 n, 4 d            | 1 v, 0 n, 3 d   | 4/5          |
| Tournoi des Six Nations 2021 | 1    | 4 v, 0 n, 1 d            | 4 v, 0 n, 1 d   | 5/5          |
| Tournoi des Six Nations 2023 | 5    | 1 v, 0 n, 4 d            | 0 v, 0 n, 2 d   | 5/5          |

Légende : v = victoire ; n = match nul ; d = défaite ; la ligne est en gras quand il y a Grand Chelem.

#### Coupe du monde
| Édition               | Rang               | Résultats pays de Galles | Résultats Owens | Matchs Owens |
| --------------------- | ------------------ | ------------------------ | --------------- | ------------ |
| Nouvelle-Zélande 2011 | Quatrième          | 4 v, 0 n, 3 d            | 1 v, 0 n, 0 d   | 1/7          |
| Angleterre 2015       | Quart de finaliste | 3 v, 0 n, 2 d            | 3 v, 0 n, 2 d   | 5/5          |
| Japon 2019            | Quatrième          | 5 v, 0 n, 2 d            | 4 v, 0 n, 2 d   | 6/7          |

### Distinctions personnelles
- Membre de l'équipe type du Pro14 en 2019.
- Membre de l'équipe type du Tournoi des Six Nations en 2021[155].